# 本郷 (名古屋市)
本郷（ほんごう）は、愛知県名古屋市名東区の地名。現行行政地名は本郷一丁目から本郷三丁目。住居表示未実施。

## 地理
名古屋市名東区北東部に位置する。東は小池町・望が丘・高柳町、西は石が根町・藤森二丁目・上社二丁目、南は社が丘一丁目・姫若町に接する。

### 河川
- 植田川

## 歴史

### 町名の由来
当地の通称が本郷であったことと、名古屋市営地下鉄東山線本郷駅が所在することによるという。

### 沿革
- 1974年（昭和49年）11月1日 - 千種区猪高町大字藤森の一部により、同区本郷一丁目から本郷三丁目としてそれぞれ成立する[1]。藤森南部土地区画整理組合の換地処分による[4]。
- 1975年（昭和50年）2月1日 - 名東区編入に伴い、同区本郷一丁目から本郷三丁目となる[1]。
- 1982年（昭和57年）10月31日 - 一丁目に小池町および猪高町大字藤森の各一部を編入する[1]。藤森西部土地区画整理組合の換地処分による[4]。
- 1984年（昭和59年）2月11日 - 二丁目に猪高町大字上社の一部を編入する[1]。上社土地区画整理組合の換地処分による[4]。

## 世帯数と人口
2019年（平成31年）4月1日現在の世帯数と人口は以下の通りである。
| 丁目       | 世帯数    | 人口    |
| ---------- | --------- | ------- |
| 本郷一丁目 | 439世帯   | 993人   |
| 本郷二丁目 | 971世帯   | 1,622人 |
| 本郷三丁目 | 857世帯   | 1,610人 |
| 計         | 2,267世帯 | 4,225人 |

### 人口の変遷
国勢調査による人口の推移
| 2000年（平成12年） | 3,549人 | [ WEB 6 ] |  |
| 2005年（平成17年） | 3,734人 | [ WEB 7 ] |  |
| 2010年（平成22年） | 3,756人 | [ WEB 8 ] |  |
| 2015年（平成27年） | 4,069人 | [ WEB 9 ] |  |

## 学区
市立小・中学校に通う場合、学校等は以下の通りとなる。また、公立高等学校に通う場合の学区は以下の通りとなる。
| 丁目       | 番・番地等 | 小学校               | 中学校               | 高等学校 |
| ---------- | ---------- | -------------------- | -------------------- | -------- |
| 本郷一丁目 | 全域       | 名古屋市立本郷小学校 | 名古屋市立藤森中学校 | 尾張学区 |
| 本郷二丁目 | 全域       | 名古屋市立本郷小学校 | 名古屋市立藤森中学校 | 尾張学区 |
| 本郷三丁目 | 全域       | 名古屋市立本郷小学校 | 名古屋市立藤森中学校 | 尾張学区 |

## 交通

### 鉄道
- 名古屋市営地下鉄東山線
  - 本郷駅[2]

### バス

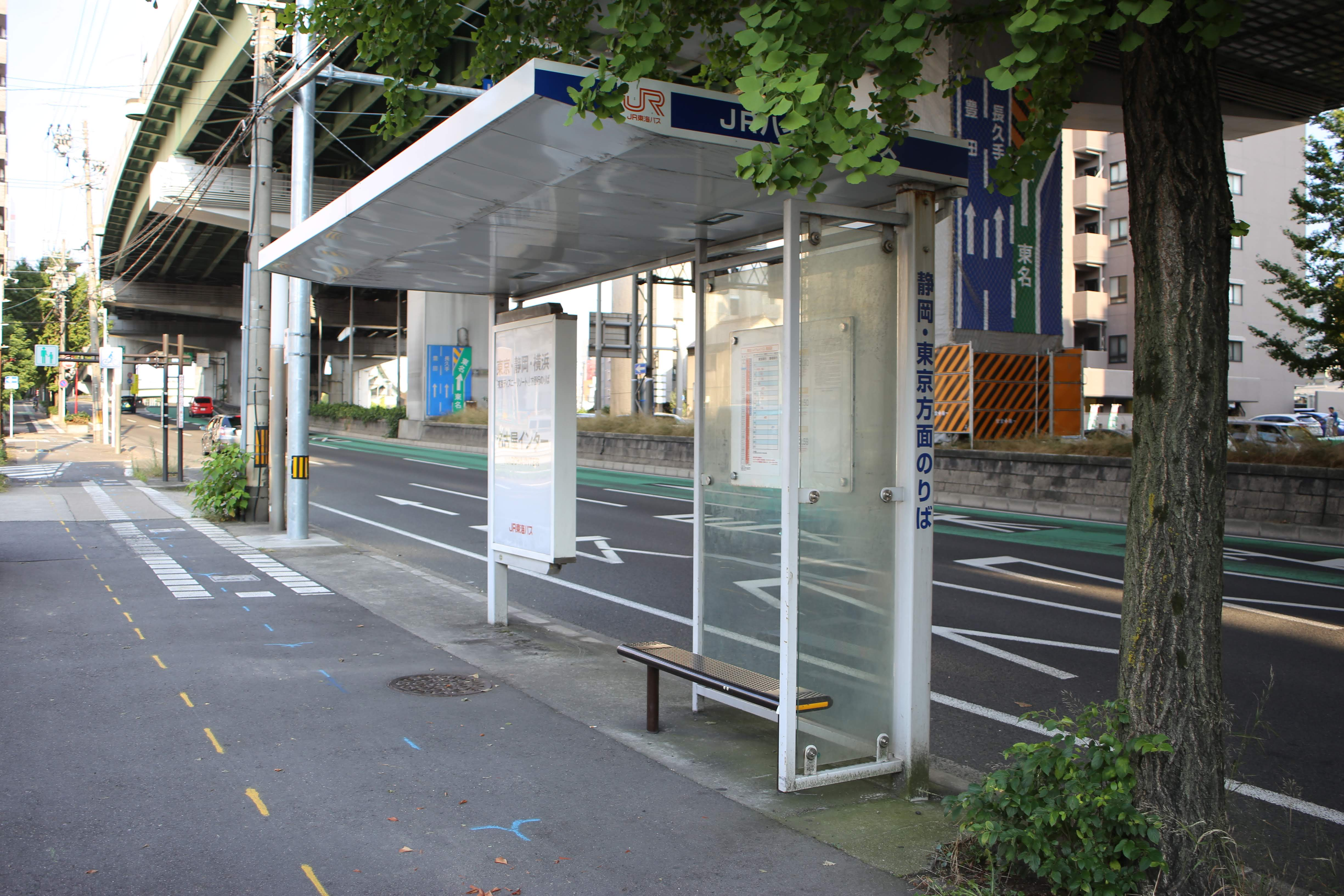
東名ハイウェイバス名古屋インター停留所

- 東名ハイウェイバス
  - 名古屋インターバス停[注釈 1]
- 名古屋市営バス
  - 本郷バスターミナル

### 道路
- 東名高速道路[2] - 名古屋ICが近接して存在する。
- 名古屋第二環状自動車道（名古屋支線） - 本郷ICが近接して存在する。
- 愛知県道60号名古屋長久手線（東山通）[2][注釈 2]
- 愛知県道59号名古屋中環状線
- 愛知県道6号力石名古屋線[注釈 3]

## 施設
- 神明社[2]
- 名古屋市立本郷小学校[2]
- 本郷公園[2]
- 本郷南公園[2]

## その他

### 日本郵便
- 郵便番号 : 465-0024[WEB 3]（集配局：名東郵便局[WEB 12]）。

### NTT西日本
- 市内局番は他の名東区の北半分と同じ770番台が主に使用される[要出典]。